# Alexander Nemerov
Pour les articles homonymes, voir Nemerov.
Alexander Nemerov, né le 11 août 1963 à Bennington, est professeur d'art et d'histoire de l'art sur la côte Ouest des États-Unis. Il a publié plusieurs ouvrages et articles sur l'art américain pour la période allant du XVIIIe siècle aux années 1970.

## Biographie
Alexander Nemerov naît en 1963 à Bennington, Vermont, aux États-Unis. Fils du poète Howard Nemerov, Alexander est soumis à un environnement académique et contemplatif (son père a publié un ouvrage en 1965 où il détaille la façon dont il poursuit sa vie adulte). Alexander obtient son Bachelor of Arts en littérature anglaise et histoire de l'art de l'université du Vermont en 1985 (il est reçu par la fraternité Phi Beta Kappa, Cum Laude). Il obtient son Master of Arts en histoire de l'art de l'université Yale. Il complète son doctorat à la même université sous la supervision de Jules Prown (en), professeur émérite en histoire de l'art.
Ensuite, Nemerov enseigne à l'université Stanford pendant neuf ans, la dernière en tant que professeur. En 2012, il est professeur d'art et d'histoire de l'art à l'université Stanford,.
Alexander Nemerov a publié plusieurs ouvrages et articles sur l'art américain pour la période allant du XVIIIe siècle aux années 1970. Régulièrement, il analyse la fiction et la poésie en parallèle avec des œuvres d'art visuel.
Sa tante est la photographe Diane Nemerov Arbus.

## Œuvres
- Frederic Remington and Turn-of-the-Century America, Yale University Press, 1995[7] (gagnant du Choice Outstanding Academic Book Award de 1996)
- The Body of Raphaelle Peale: Still Life and Selfhood, 1812-1824, University of California Press, 2001[8] (complété grâce à une bourse, Millard Meiss Publication Fund Grant, versée en 1999)
- Icons of Grief: Val Lewton’s Home Front Pictures (University of California Press, 2005[9]
- Acting in the Night: Macbeth and the Places of the Civil War, 2010
- To Make a World: George Ault and 1940s America, 2011
- Wartime Kiss: Visions of the Moment in the 1940s, 2013
- (avec Diane Arbus), Silent Dialogues, 2015
- Soulmaker: The Times of Lewis Hine, 2016, Princeton University Press